# Argelouse
Argelouse (okzitanisch: Argelosa) ist eine französische Gemeinde mit 96 Einwohnern (Stand: 1. Januar 2022) im Département Landes in der Region Nouvelle-Aquitaine. Sie gehört zum Arrondissement Mont-de-Marsan und zum Kanton Haute Lande Armagnac.

## Geographie
Die Gemeinde Argelouse liegt etwa 50 Kilometer nordnordwestlich von Mont-de-Marsan und etwa 60 Kilometer südlich von Bordeaux an der Grenze zum Département Gironde am Fluss Petite Leyre in der Region Armagnac und im Regionalen Naturpark Landes de Gascogne. Umgeben wird Argelouse von den Nachbargemeinden Saint-Symphorien im Norden und Nordosten, Sore im Osten und Süden sowie Belhade im Westen.

## Bevölkerungsentwicklung
| Jahr                       | 1962 | 1968 | 1975 | 1982 | 1990 | 1999 | 2006 | 2013 | 2021 |
| -------------------------- | ---- | ---- | ---- | ---- | ---- | ---- | ---- | ---- | ---- |
| Einwohner                  | 53   | 37   | 37   | 55   | 54   | 55   | 81   | 91   | 101  |
| Quellen: Cassini und INSEE |      |      |      |      |      |      |      |      |      |

## Sehenswürdigkeiten

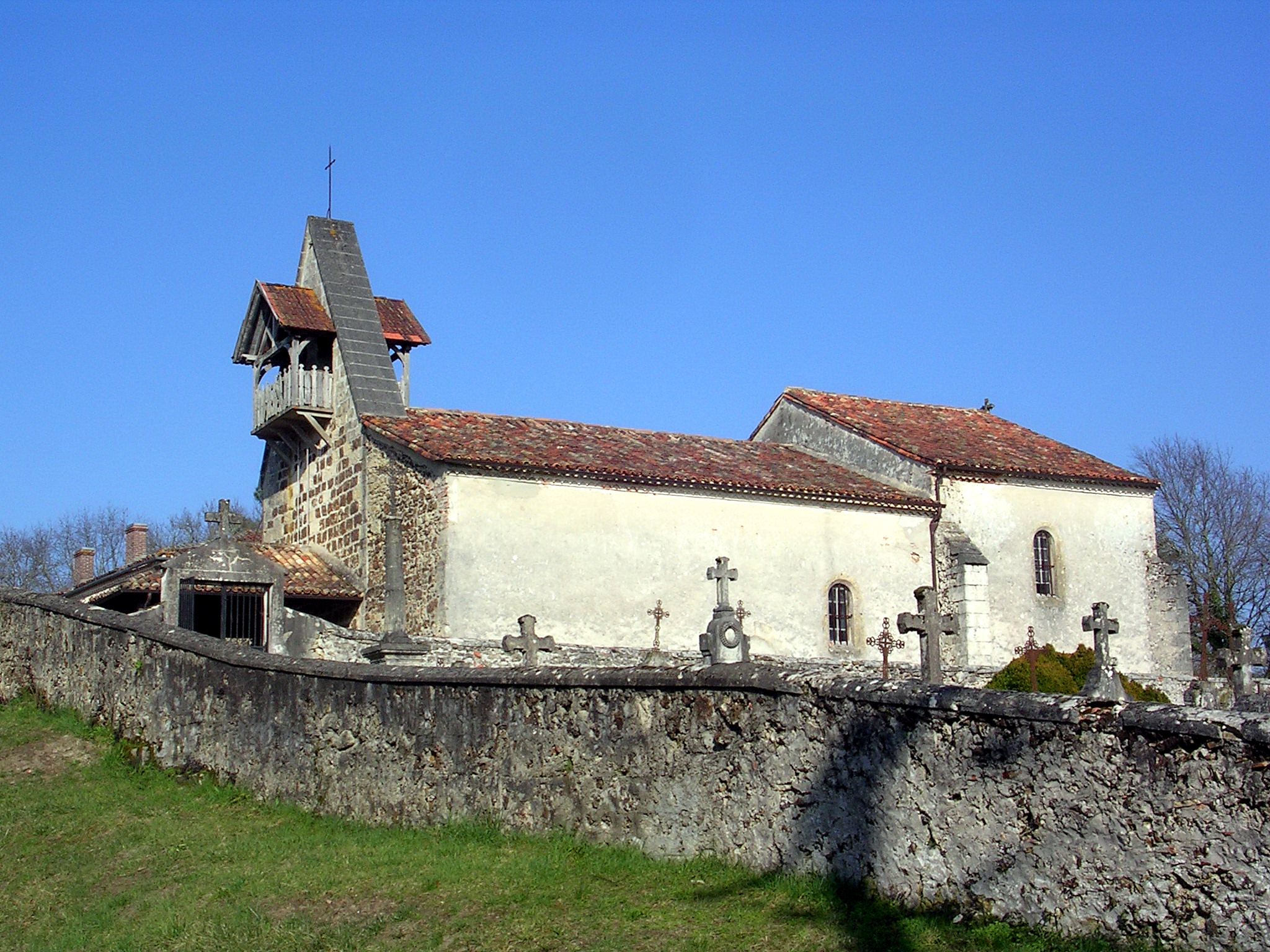
Kirche Saint-André

- Kirche Saint-André